# 安达曼猪笼草
安达曼猪笼草（学名：Nepenthes andamana）是泰国攀牙府特有的热带食虫植物。其生长于沿海开阔的热带稀树草原，海拔接近海平面。它被认为与素叻猪笼草（N. suratensis）之间存在着最为密切的近缘关系。
其种加词“andamana”来源于安达曼海。

## 植物学史
2010年，马尔切洛·卡塔拉诺在其专著《泰国的猪笼草》中对安达曼猪笼草进行了正式描述。这份描述由阿拉斯泰尔·罗宾逊复核，并由安德烈亚斯·弗莱施曼（Andreas Fleischmann）提供拉丁描述。“Catalano 013395”号标本被指定为模式标本，其由马尔切洛·卡塔拉诺在2009年马采集于泰国攀牙府达瓜巴。其存放于朱拉隆功大学植物标本馆（BCU）中。

## 形态特征
安达曼猪笼草为藤本植物，可攀爬至约3米的高处。茎呈圆柱形，绿色至红色，直径约5毫米。节间距可达3.5厘米。
安达曼猪笼草的叶片革质，无柄，呈线形至披针形，可长达30厘米，宽至3.5厘米，厚约0.5毫米。叶尖为急尖至窄渐尖，叶基渐狭，约包住茎部周长的四分之三。中脉的两侧各有3条纵脉，但只出现于叶片的末四分之一。羽状脉可见，发自中脉，斜向延伸。笼蔓可长达18厘米，直径约2.5毫米。上位笼的笼蔓具有笼蔓圈。叶片为浅绿色，通常会略带红色。中脉和笼蔓为绿色至红色。

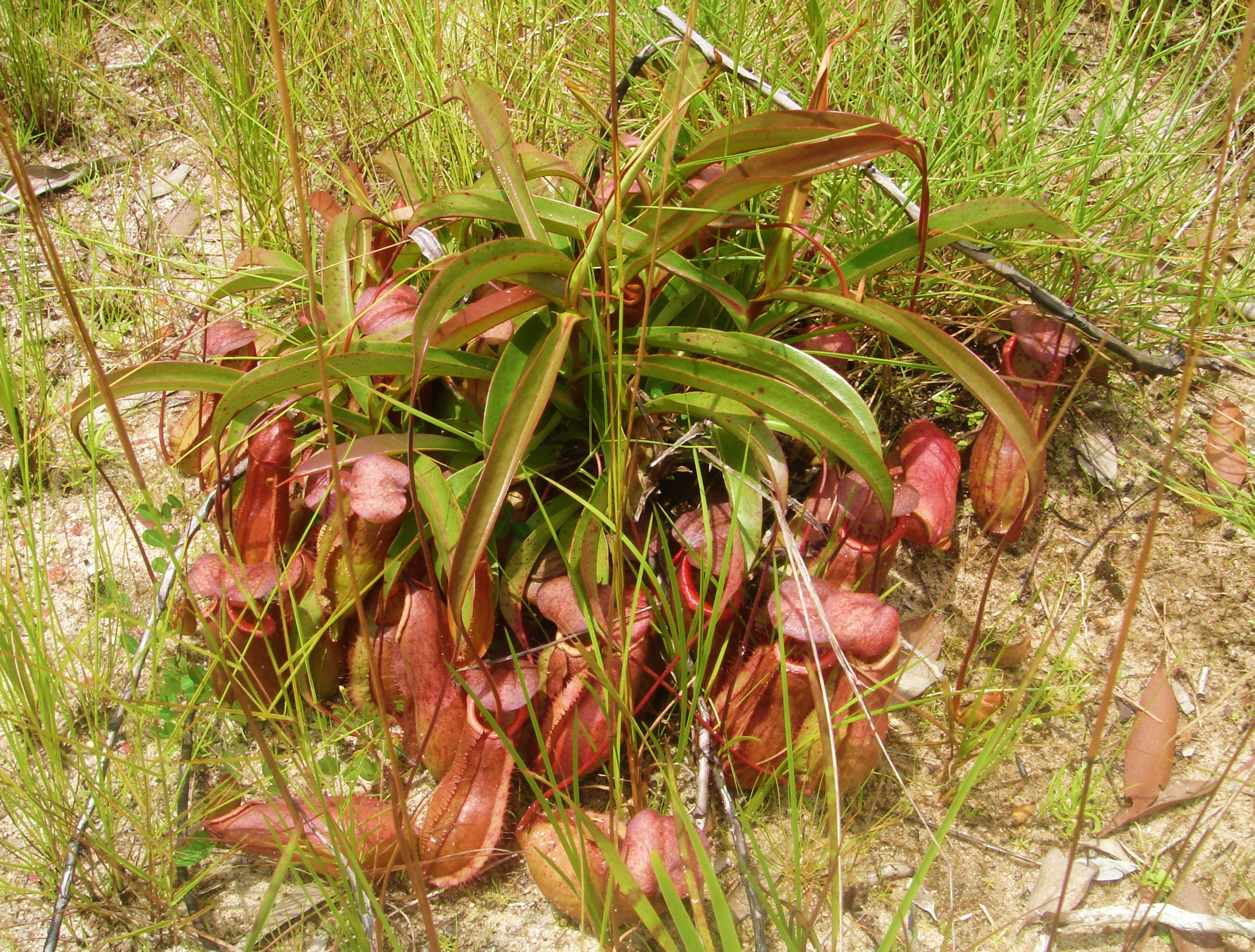
安达曼猪笼草的下位笼

安达曼猪笼草下位笼的下三分之一为卵形，上部较窄。其可高达16厘米，宽至5厘米。笼肩位于下位笼中部；腹面具一对笼翼，可宽达6毫米，具窄小的翼须。笼口为椭圆形，倾斜。唇为圆柱形，两侧可宽达10毫米，唇齿可长达1毫米。下位笼内表面的下半部具消化腺。笼盖为圆形至宽卵形，通常略呈拱形，基部为心形。其可长达4.5厘米，宽至4.5厘米，大于笼口。笼盖的下表面无附属物，但具有大量类似火山形的蜜腺，直径可达1毫米，中线处的蜜腺最大。笼盖基部的后方具一根笼蔓尾，可长达7毫米，偶尔分叉。下位笼的外表面通常为绿色至橙色并带有红色的条纹，或通体为红色；内表面的蜡质区存在红色的斑点。唇的颜色多变，可能为绿色、橙色、白色或红色。笼盖为橙色至红色，并带有红色的细条纹。
安达曼猪笼草的上位笼为管形至窄漏斗形，体型与下位笼相似，可高达16厘米，宽至3厘米。笼翼可能缩小为一对隆起，若存在其可宽达1毫米。笼口为圆形至宽卵形，倾斜。笼盖与下位笼类似。上位笼的颜色较下位笼浅，通常其外表面为黄色至白色。内表面的蜡质区可能出现红色的斑点。唇通体白色。笼盖可能为绿色、黄色或白色。
安达曼猪笼草的花序为总状花序。雄性花序长达110厘米，其中总花梗长45至65厘米，花序轴长20至45厘米。共40至190朵花。花梗长3至6毫米，大部分带1朵花，部分带2朵花。花梗的基部通常具苞片。苞片可长达2毫米，并向外弯曲。雄蕊柄可长达1毫米。花被片为椭圆形，可长达4毫米，宽至2.5毫米。新开时为绿色，之后转为暗红色。雌性花序的结构与雄性类似，但其花序轴较短，长17至22厘米，并且花梗较长，长5至15毫米，且苞片缩小或缺失。此外，其花被片更窄，可长达4毫米，宽至1.5毫米，通常为绿色。
安达曼猪笼草的花序、叶片的基部、叶尖、边缘和中脉具有橙色或棕色的毛被，长0.1至0.8毫米。茎无毛，叶片的毛被易脱落，所以通常仅出现于植株的上部。
与所有中南半岛的猪笼草一样，安达曼猪笼草具相对发达根茎。

## 生态关系
安达曼猪笼草是泰国攀牙府沿海地区特有的热带食虫植物。其陆生于砂质土壤，并只出现于海拔0至50米处。其典型的原生地为开阔的热带稀树草原。
在野外，安达曼猪笼草与奇异猪笼草（N. mirabilis），包括它的一个变种——球状奇异猪笼草（N. mirabilis var. globosa）同域分布。已发现了安达曼猪笼草与这两个类群的自然杂交种。

## 相关物种
安达曼猪笼草表现出与素叻猪笼草之间存在着最为密切的近缘关系。它的形态也类似于其他中南半岛特有的猪笼草，包括波哥猪笼草（N. bokorensis）、克尔猪笼草（N. kerrii）和空堪达猪笼草（N. kongkandana）。
安达曼猪笼草与其他猪笼草的区别在于安达曼猪笼草的毛被易脱落，仅植株上部的茎具有毛被。这些绒毛可长达0.8毫米。相比之下，波哥猪笼草虽然差异性大，但其营养器官和花序都覆盖着持久性的毛被；克尔猪笼草的叶腋处具有持久性的毛被；空堪达猪笼草整个植株都覆盖着持久性的毛被；素叻猪笼草植株的上部覆盖着易脱落的毛被，其可长达0.3毫米。安达曼猪笼草的叶片形态也与它们不同，其为线形至披针形。而克尔猪笼草和空堪达猪笼草为倒卵形；波哥猪笼草的叶片更宽，可宽至8厘米。波哥猪笼草的花梗无苞片，且下位笼的唇较宽，可宽达22毫米。
马尔切洛·卡塔拉诺在其对安达曼猪笼草的描述中，特别提到了安达曼猪笼草与素叻猪笼草在营养器官和花序上的区别：
| 素叻猪笼草与安达曼猪笼草之间的形态特征区别（M. Catal 2010） |                              |                            |
| 形态特征                                                    | 素叻猪笼草                   | 安达曼猪笼草               |
| 花被片                                                      | 绿色                         | 红色                       |
| 雄蕊柄                                                      | 仅长约1毫米                  | 可长达3毫米                |
| 苞片                                                        | 向内弯曲                     | 向外弯曲                   |
| 捕虫笼内表面蜡质区                                          | 下三分之一至三分之二         | 下二分之一                 |
| 下位笼笼翼                                                  | 12毫米                       | 6毫米                      |
| 上位笼笼翼                                                  | 3毫米                        | 1毫米                      |
| 唇                                                          | 特别平展                     | 圆柱形                     |
| 笼盖                                                        | 宽卵形至窄卵形，通常小于笼口 | 圆形至宽卵形，通常大于笼口 |
| 笼口                                                        | 三角形                       | 卵形                       |
| 笼蔓尾                                                      | 3至5毫米                     | 5至7毫米                   |
| 上位笼的颜色                                                | 较浅                         | 通常为白色                 |

## 自然杂交种
仅发现了安达曼猪笼草与奇异猪笼草的自然杂交种。部分的杂交亲本为球状奇异猪笼草。

## 扩展阅读
- 中南半岛的猪笼草
- 食虫植物照片搜寻引擎中安达曼猪笼草的照片 （页面存档备份，存于）

 维基共享资源上的相關多媒體資源：安达曼猪笼草
 維基物種上的相關：安达曼猪笼草